# Philippe Beau
Pour les articles homonymes, voir Beau (homonymie).
 (août 2022).
Philippe Beau, né le 30 octobre 1973, est un prestidigitateur et ombromane français.

## Biographie
Philippe Beau a été l'élève du magicien Maurice Saltano qui l'a initié à l'ombromanie.

## Carrière
En 2005, le Cirque du Soleil lui demande de créer la séquence d'ombromanie présentée dans le spectacle Kà à Las Vegas au MGM Grand.
À partir de 2009, il est engagé par le Crazy Horse de Paris pour présenter son spectacle dans leur nouvelle revue mis en scène par Philippe Decouflé. Un extrait de son spectacle est intégré dans le film Crazy Horse (film) de Frederick Wiseman.
En 2013, il crée le spectacle solo Magie d’ombres & autres tours. Il est présenté en France, au Québec et en Chine.
En 2015, il crée un spectacle sur l’univers onirique de Jean Cocteau, Hommes aux mille mains, la magie Cocteau. Associé au pianiste Iddo Bar-Shaï, il joue dans Les Ombres errantes, mêlant les ombres avec des œuvres de François Couperin. Le spectacle est proposé au  Centre culturel de rencontres des Dominicains de Haute-Alsace, ou encore à l'auditorium du Louvre.
En 2018, il illustre le Tombeau de Couperin de Maurice Ravel interprété par le Geneva Camerata.
En collaboration avec le duo Játékok et l'illusionniste Antoine Terrieux, il présente ses jeux d'ombres dans Sorcellerie pour deux pianos. Le concert est présenté notamment au festival de Saint-Céré en 2023.
Il présente, à partir de 2023, des performances d'ombromanie dans l'installation immersive Aux commencements de la Compagnie 14:20. L'installation est présentée notamment pour Les Franciscaines Deauville.
En 2023, il crée les ombres du film d'animation Les Garde-temps d'Anatole Levilain-Clément sur la musique de Die erste Walpurgisnacht. 
Il accompagne en ombres les lectures du livre "la troisième main" d'Arthur Dreyfus, notamment à la maison de la poésie de Paris et dans plusieurs festivals littéraires.
En 2024, il illustre l’œuvre Le Songe d'une nuit d'été (Mendelssohn) interprétée par l’Ensemble symphonique de Neuchâtel. Dans le jardin du musée Rodin, il présente, à la nuit tombée, une  série de spectacles d'ombres, spécifiques à l'univers du sculpteur.
En 2024 et 2025, il présente, pour le museum national d'histoire naturelle, une série de spectacles d'ombromanie en lien avec l'univers animalier. A la Seine musicale, il est l'ombromane de Contes et Rencontres, un spectacle qui revisite les contes de notre enfance, en ombres et en musique, avec Maureen Dor. Pour la saison 2025 de Fort Boyard (jeu télévisé), il rejoint la communauté des Maîtres du temps en devenant le Maître des ombres.

## Spectacles
- 2012 : L'Ombre au piano[11]
- 2013 : Magie d’ombres & autres tours[12]
- 2015 : Hommes aux mille mains, la magie Cocteau
- 2015 : Les Ombres errantes
- 2017 : Du bout des doigts[13]
- 2021 : L'Ombre de Saint-Saëns[14]
- 2023 : Aux commencements[15]
- 2023 : Sorcellerie pour deux pianos
- 2023 : la troisième main
- 2025 : Contes et rencontres

## Collaborations artistiques
- 2004 :  Kà - Cirque du Soleil, mise en scène de Robert Lepage
- 2007 : Sombrero, mise en scène de Philippe Decouflé
- 2007 : Scénographie en ombres avec les robes haute couture de Jean-Paul Gaultier (musée de la mode)
- 2008 : Les magiciens, en collaboration avec la photographe Valérie Belin
- 2009 - 2024 : Le Rossignol et autres fables, mise en scène de Robert Lepage
- 2013 : Cartes 2, cœur, mise en scène de Robert Lepage
- 2014 : The valley of astonishment, mise en scène de Peter Brook
- 2015 : 887, mise en scène de Robert Lepage
- 2017 : La rive dans le noir, mise en scène de Pascal Quignard et Marie Vialle
- 2017 : Illusio, au Futuroscope, mise en scène de Bertran Lotth et Raphaël Navarro
- 2018 : M comme Méliès, mise en scène d'Élise Vigier et Marcial Di Fonzo Bo
- 2018 : Faust, à la Comédie-Française, mise en scène de Raphaël Navarro et Valentine Losseau
- 2019 : Le sourire au pied de l'échelle, mise en scène de Bénédicte Nécaille[16]
- 2021 - 2023 : Arise Grand Show, au Friedrichstadt-Palast à Berlin[17]
- 2021 - 2023 : L'Épopée d'Hermès, mise en scène d'Emmanuelle Laborit (ombromanie)[18]
- 2022 : Anaïs Nin au miroir, mise en scène d'Élise Vigier (effets magiques)[19]
- 2022 : La chienne des Baskerville, mise en scène de Gwen Aduh (ombres)
- 2022 :  La grande magie , mise en scène de Emmanuel Demarcy-Mota (conseiller magie)
- 2023 :  Vizion - Cirque du Soleil, mise en scène de Bastien Alexandre (ombres)

## Filmographie

### Longs métrages
- 2011 : Crazy Horse (documentaire)
- 2012 : Populaire (un magicien)
- 2023 : Éloge de l'ombre (film documentaire)

### Clips
- Suite royale, de la Maison Tellier, manipulations de cartes, 2010
- Le marchand de sable, d'Hippocampe Fou, ombre du marchand de sable, 2013
- Shadow Play, d'Emry Ghill, ombres, 2020
- Les garde-temps, d'Anatole Levilain-Clément, ombres, 2023
- J’veux tout savoir, d'Hélène Sio, ombres, 2024

## Publications
- Robert-Houdin, le roi des magiciens, avec Axelle Corty, édition À dos d'âne, 2016  (ISBN 2919372602)
- Les ombres, c'est magique ! Un rêve de cinéma, avec Margot Hackel, édition À dos d'âne, collection Vive le cinéma, 2017  (ISBN 9782376060543)
- Harry Houdini : superhéros de la magie, avec Axelle Corty, édition À dos d'âne, collection Des graines et des guides, 2018  (ISBN 9782376060703)